# 永远的三丁目的夕阳 64年
《ALWAYS守候幸福的三丁目》（日語：ALWAYS 三丁目の夕日'64，平假名：オールウェイズ さんちょうめのゆうひ'64）根据原作漫画《三丁目的夕阳》改编的电影，于2012年1月21日在日本上映，是本系列的第三部。3D和2D版同时上映。

## 剧情
日本成功申奥之后，于1964年举办了东京奥运会。本片叙述了三丁目居民的日常生活。

## 演员
- 茶川龍之介：吉剛秀隆
- 茶川（石崎）廣美：小雪
- 古行淳之介：須賀健太
- 鈴木則文：堤真一
- 鈴木知江：藥師丸博子
- 鈴木一平：小清水一揮
- 星野六子：堀北真希
- 大田金：罇真佐子
- 宅間史郎：三浦友和（特別演出）
- 菊池孝太郎：森山未來
- 富岡：大森南朋
- 茶川林太郎：米倉齊加年
- 奈津子：高畑淳子
- 健一：染谷將太
- 雄一郎：持丸加賀
- 中山武雄：淺利陽介
- 丸山精肉店老闆：MAGY
- 吉田汽車老闆：温水洋一
- 電報局員：神戸浩
- 中島巡査：飯田基祐
- 冰店老闆（水野）：皮耶瀧
- 電器行老闆：蛭子能収
- 産婆：正司照枝